# Pentanthera (subgénero)
Rhododendron subgénero Pentanthera es un subgénero de Rhododendron. El nombre de azalea es aplicado a muchas de sus especies, aunque también a especies de otros subgéneros.
Incluye las siguientes secciones:
- Rhododendron sect. Pentanthera
- Rhododendron sect. Rhodora
- Rhododendron sect. Sciadorhodion
- Rhododendron sect. Viscidula